# Jean Jérôme Hamer
Jean Jérôme Hamer, O.P., belgijski rimskokatoliški duhovnik, škof in kardinal, * 1. junij 1916, Bruselj, † 2. december 1996.

## Življenjepis
3. avgusta 1941 je prejel duhovniško posvečenje.
12. aprila 1969 je postal tajnik Papeškega sveta za promocijo krščanske enotnosti.
14. junija 1973 je bil imenovan za naslovnega nadškofa Loriuma in za tajnika Kongregacije za doktrino vere; 29. junija istega leta je prejel škofovsko posvečenje.
8. aprila 1984 je postal proprefekt Kongregacije za ustanove posvečenega življenja in družbe apostolskega življenja
25. maja 1985 je bil povzdignjen v kardinala in imenovan za kardinal-diakona S. Saba.
Med 27. majem 1985 in 21. januarjem 1992 je bil prefekt Kongregacije za ustanove posvečenega življenja in družbe apostolskega življenja.
29. januarja 1996 je postal kardinal-duhovnik S. Saba.